# Mlada (opera)

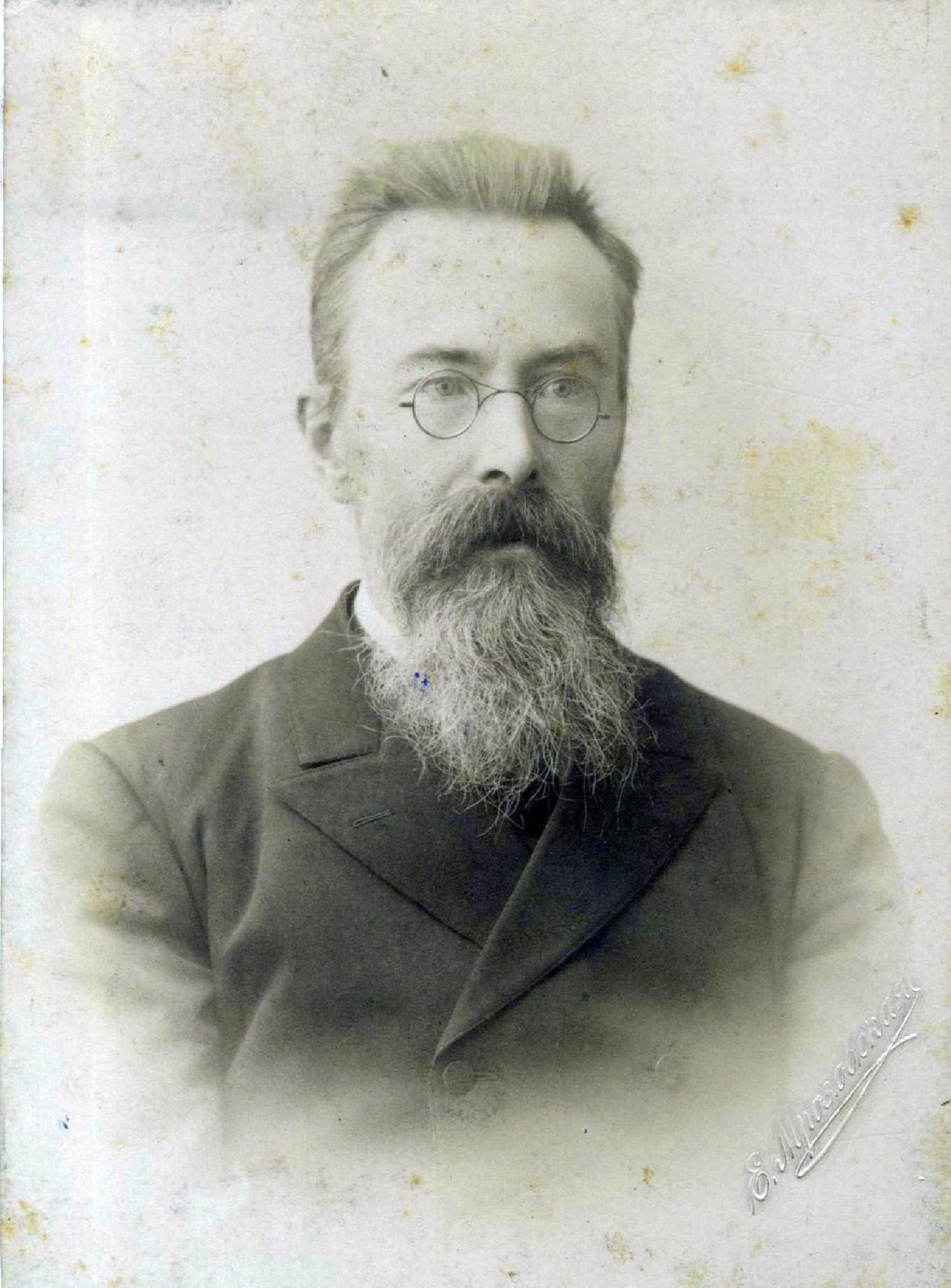
Nikolaj Rimskij-Korsakov

Mlada (Ryska: Млада) är en operabalett i fyra akter med musik och libretto av Nikolaj Rimskij-Korsakov. Texten bygger på Viktor Krylovs libretto till den aldrig slutförda kollektiva operan med samma namn (1872).

## Historia
Efter att Rimskij-Korsakov hade hört Richard Wagners operatetralogi Nibelungens ring i Sankt Petersburg 1889 komponerade han nästan uteslutande för operascenen. Mlada var hans första verk därefter och operan kräver inte bara många inblandade utan även spektakulära scenerier och specialeffekter på scenen. Hans tanke var att göra samma sak för den ryska själen som Wagner hade gjort för den tyska. Dramat utspelas inte hos karaktärernas konventionella utveckling, utan snarare i deras turbulenta undermedvetenhet. Förutom en stor orkester fordras en orgel bakom scenen och på scenen krävs tolv naturhorn, två panflöjter och åtta lyror.
Operan hade premiär den 1 november 1892 på Mariinskijteatern i Sankt Petersburg.

## Personer
- Mstivoy, prins av Rethra (bas)[1]
- Voyslava, hans dotter (sopran)
- Yaromir, prins av Arkona (tenor)
- Prinsessan Mladas ande (stum roll)[2]
- Lumir, tjeckisk sångare (alt)
- Morana, underjordens gudinna, i första akten i gestalt av den gamla kvinna Svyatokhna (mezzosopran)
- Moren från kalifatet (tenor)
- Mannen från Novgorod (tenor)
- Hans hustru (mezzosopran)
- En varjag (baryton)
- Tiun (bas)
- Veglasnij, guden Radegasts överstepräst (baryton)
- Tjernobog (kör)
- Kosjtjej den odödlige (kör)
- Chumá (Pesten), dödsguden (stum roll)
- Cherv' (Hungern), hungerns gud (stum roll)
- Topelets, flodguden (stum roll)
- Drottning Cleopatras ande (stum roll)

## Handling

### Akt I
I staden Rethra (dagens Mecklenburg) har prins Mstivoy och hans dotter Voyslava mördat Mlada, prins Yaromirs fästmö, med en förgiftad ring så att Yaromir kan gifta sig med Voyslava och förena kungadömena. Voyslava vädjar till dödsgudinnan Morana att få Yaromir glömma Mlada och älska henne i stället. Men i en dröm avslöjar Mlada mordet för Yaromir.

### Akt II
Vid midsommarfesten försöker Voslava få med Yaromir i dansen men Mladas ande uppenbarar sig och tar med honom till berget Triglav.

### Akt III
Häxsabbaten pågår vid berget och dödsguden Tjernobog visar sig tillsammans med benranglet Kosjtjej. Yaromir förevisas för Cleopatras ande i ett försök att snärja honom men Mlada ingriper.

### Akt IV
I soolguden Radegasts tempel rådfrågar Yaromit översteprästen vad han skall göra. Hans anfäders andar uppenbarar sig och förklarar att Voyslava är den skyldiga och måste straffas. Hon erkänner och ber om förlåtelse men Yaromir dödar henne. Efter att Morena har tagit hennes själ släpper hon lös naturens krafter och både templet och staden förstörs. Mlada och Yaromir förenas i döden.